# Orecta fruhstorferi
Orecta fruhstorferi är en fjärilsart som beskrevs av Clark 1916. Orecta fruhstorferi ingår i släktet Orecta och familjen svärmare. Inga underarter finns listade i Catalogue of Life.